# Ашик, Антон Бальтазарович
 Антон Бальтазарович Ашик  (23 июля [4 августа] 1801—26 мая [7 июня] 1854) — российский чиновник, историк и археолог.

## Биография
Родился в семье купца. Отец был далматинским сербом. В 1812 году семья переселилась в Одессу. В 1817 году поступил на службу в канцелярию Херсонского военного губернатора графа Ланжерона.
В 1822 году Ашик перешёл, как и многие другие иностранцы, в управление, организованное в городе Керчь генуэзцом Рафаилом Скасси для организации обменной торговли между племенами кавказских горцев. Его обязанности заключались в ведении переписки, касавшейся отношений с черкесами и абазинами, а в 1829 году, после ухода от дел Скасси, Ашик в течение полугода заведовал его делами.
Это предприятие исчезло в 1829 году и Ашик в начале 1830 года был приставлен к начальнику Кавказской области для выполнения особых поручений. С Кавказа Антон Бальтазарович был назначен снова в Керчь к командиру войсками на кавказской линии. Здесь он сблизился с известным археологом И. А. Стемпковским, который был на тот момент керченским градоначальником. Под руководством И. А. Стемпковского и благодаря ему вместе с П. Дюбрюксом и И. П. Бларамбергом Ашик присоединился к археологическим раскопкам курганов.
В  1833—1849 годах (после смерти Бларамберга) был на должности директора Керченского музея древностей, которую предложил ему князь М. С. Воронцов. В 1834 году исследовал случайно найденную гробницу на Карантинном мысу, в которой был обнаружен Мирмекийский саркофаг, поступивший в собрание Керченского музея древностей (в 1851 году был отправлен в Эрмитаж). В 1837 году открыл Царский курган. С 1839 года — действительный член Одесского общества истории и древностей. В 1841, 1842 и 1845 годах Ашик совершал поездки в Италию и Австрию с научной целью, для дополнения содержания своих археологических работ. Был основателем библиотеки Керченского музея.
Из археологической сферы Ашик ушёл в 1852 году, когда возникли недоразумения по поводу двух найденных мраморных статуй, которые привели к освобождению Ашика от службы в Керченском музее древностей по распоряжению министра уездов и по совместительству заведующего Комиссией для исследования древностей Л. А. Перовского. В 1852 году переведён в Одессу, где он и провёл остаток жизни в штате Новороссийского и Бессарабского генерал-губернатора. Кроме того, в 1853 году занял должность библиотекаря Одесской публичной библиотеки (в настоящее время - Одесская национальная научная библиотека).
Коллекционировал редкие издания, произведения искусства и др. Его редкие находки предметов старины, многие из которых обогатили Санкт-Петербургский Императорский Эрмитаж, а также обеспечивали Ашику почётные и денежные правительственные награды (в частности, он награждён орденами Владимира 4-й ст., св. Станислава 2-й ст., св. Анны 2-й ст.). Также он имел постоянные отношения с некоторыми европейскими учёными и, благодаря их посредничеству, — с иностранными дворами, — он получал иностранные ордена и подарки. Ашик не имел ни плана, ни инструкции от начальника, заведовавшего тогда первым отделом Эрмитажа, куда поступали почти все его находки. Ашик проводил свои раскопки без всякой системы, без ведения журнала и даже без необходимого тщательного наблюдения, в результате чего многие вещи попали в иностранные музеи.

## Работы
Ашик является автором ряда публикаций, в том числе:
- «Керченские древности. О Пантикапейской катакомбе, украшенной фресками» (Одеса, 1845),
- «Керченские катакомбы» («Журнал Министерства Внутренних Дел», 1845),
- «О последних археологических раскопках в Керчи» (ibid., 1846), «Археологические изыскания на Таманском полуострове» (ibid., 1847),
- «Часы досуга с присовокуплением писем о керченских древностях» (Одеса, 1851),
- «De la decouverte de deux statues antiques a Kertsche» (Одеса, 1851),
- Биография И. А. Стемпковского («Записки Одесского общества истории и древностей», т. 5, 1863).

За монографию «Воспорское царство с его палеографическими и надгробными памятниками, расписными вазами, планами, картами и видами» (1848-1849) удостоен почетных отзывов и малой премии Демидовской комиссии Петербургской Академии Наук. Работы Ашика являются ценными материалами для археологов.

## Семья
Первые представители семьи Ашиков появились в России в начале XIX века, когда купец Балтазар Ашик с семьёй поселился в 1812 году в Одессе.
- Сын — Ашик, Владимир Антонович (1843—1917), статский советник, инженер путей сообщения, историк, библиофил, коллекционер, нумизмат, член Императорского Русского военно-исторического общества и Общества ревнителей истории, автор «Французского-русского технического словаря…» (СПб., 1877) и книги «Памятники и медали в память боевых подвигов русской армии в войнах 1812, 1813 и 1814 гг.» (СПб., 1913.).
- Внук — Ашик, Виктор Владимирович (1903—1985) — инженер-конструктор, кораблестроитель, главный конструктор линейных кораблей проекта 24, главный инженер ЦКБ-17 (ныне ОАО «Невское проектно-конструкторское бюро»[3]), профессор, доктор технических наук, дважды лауреат Сталинской премии, Заслуженный деятель науки и техники РСФСР, коллекционер, нумизмат.
- Правнук — Герой Советского Союза Михаил Владимирович Ашик.